# Caesalpinia dauensis
Caesalpinia dauensis är en ärtväxtart som beskrevs av Mats Thulin. Caesalpinia dauensis ingår i släktet Caesalpinia och familjen ärtväxter. Inga underarter finns listade i Catalogue of Life.